# Alfred Engelsen
Alfred Bertran Engelsen (Bergen, 1893. január 16. – Tvedestrand, 1966. szeptember 13.) olimpiai bajnok norvég tornász, műugró.
Az 1912. évi nyári olimpiai játékokon indult tornában és csapat összetettben szabadon választott szerekkel olimpiai bajnok lett.
Az 1912-es olimpián, mint műugró is indult, 5 és 10 méteres műugrásban. Helyezés nélkül zárt.
Klubcsapata a Norrøna volt.